# ACEMU

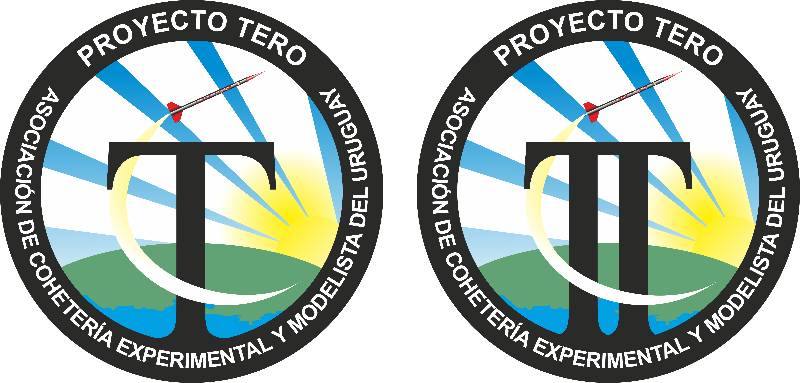
Logotipos del proyecto Tero.

La Asociación de Cohetería Experimental y Modelista del Uruguay (ACEMU) es un grupo institucional independiente uruguayo sin fines de lucro dedicado a la cohetería experimental. Organizan eventos, proveen ayuda en proyectos técnicos y colaboran en escuelas en la enseñanza de las ciencias. Es la única asociación abierta de cohetería de Uruguay.
El 4 de octubre de 2012, en el Comando General de la Fuerza Aérea, se firmó el convenio entre ACEMU y el Ministerio de Defensa Nacional. El acuerdo se renovó en junio de 2018.